# Patricia Roda
Patricia Roda (Granada, 1978) es una productora, guionista y directora cinematográfica española. En su faceta como directora, fue galardonada en 2015 con la Biznaga de Plata del Festival de Málaga a la mejor dirección, en la sección ‘Afirmando los derechos de la Mujer’, por su documental El viaje de las reinas. Posteriormente, en 2023 recibió el Premio Simón del cine aragonés a Mejor dirección por Fleta, tenor, mito.

## Trayectoria
Roda nació en Granada, aunque pasó su infancia en Teruel y cuando tenía 14 años se trasladó con su familia a Zaragoza. Posteriormente se trasladó a Barcelona donde se formó en dirección cinematográfica en el Centro Experimental de Cinematografía de Cataluña (CECC, Centre d’Estudis Cinematogràfics de Catalunya).
A lo largo de su carrera, ha trabajado como directora de producción y productora ejecutiva en largometrajes de ficción y documentales. Roda ha producido algunos de los trabajos de su hermano, el director de cine Germán Roda, con quien también ha sido coguionista en algunas de sus producciones, como en El viaje de las reinas.
Entre sus trabajos se encuentran Fleta, tenor, mito; Marcelino, el mejor payaso del mundo y Cineclub, este último galardonado con el Premio Gaudí a la Mejor Dirección de Producción en 2010.
Como directora, ha participado en la Semana Internacional de Cine de Valladolid (Seminci) con los documentales El viaje de las reinas, en 2014, y Kautela, el fotógrafo, en 2022. La película documental De Lorca a Lorca, producida por Roda, participó en 2024 en el Festival de Cine de Madrid, en el Festival de cine de Granada y en el Costa Brava International Film Festival.
Ha sido vicepresidenta segunda de la Asociación de Mujeres Cineastas y de Medios Audiovisuales (CIMA)y es miembro de la Academia de las Artes y las Ciencias Cinematográficas de Españay de la Asociación Española de Cine Documental (DOCMA).

## Reconocimientos
Roda recogió el Premio Pepe Escriche para CIMA junto a Virginia Yagüe en 2001. En 2010 recibió el Premio Gaudí a la Mejor Dirección de Producción. En 2015 fue galardonada como directora con la Biznaga de plata en el Festival de Cine de Málaga, en la sección ‘Afirmando los derechos de la Mujer’, con el documental El viaje de las reinas. Posteriormente, recibió el Premio Simón del cine aragonés a Mejor dirección por Fleta, tenor, mito, en 2023. La película documental De Lorca a Lorca, producida por Roda, ganó el Premio al mejor largometraje documental en el Costa Brava International Film Festival en 2024.

## Filmografía

### Directora
- 2014 - El viaje de las reinas.
- 2022 - Kautela, el fotógrafo.

### Guionista
- 2014 - El viaje de las reinas
- 2018 - Oh! Mammy Blue.
- 2022 - Kautela, el fotógrafo.

### Productora
- 2013 - Juego de espías.
- 2016 - 600 años sin descanso. El Papa Luna.
- 2018 - Goya s.XXI.
- 2020 - Marcelino, el mejor payaso del mundo.
- 2022 - Kautela, el fotógrafo.
- 2022 - Fleta, tenor, mito.
- 2024 - De Lorca a Lorca.